# Pisila čáponohá
Pisila čáponohá (Himantopus himantopus), též zvaná pisila rudonohá nebo tenkozobec čáponohý, je velký a hojný druh bahňáka z čeledi tenkozobcovitých. Jedná se o kosmopolitního ptáka, kterého lze spatřit téměř na celém světě (Eurasie, Afrika, Austrálie, Severní Amerika i Jižní Amerika).

## Systematika
Druh formálně popsal již švédský přírodovědec Carl Linné v 10. vydání Systema naturae v roce 1758 pod názvem Charadrius Himantopus. Za typovou lokalitu Linné označil jižní Evropu. Moderní taxonomie druh řadí do rodu Himantopus. Druhové jméno pochází z řeckých slov himas, himantos (popruh) a pous (noha).
Řada odborníků jednotlivé populace považuje za zastoupené monotypickým druhem, jiní druh dělí asi na tři poddruhy (H. h. himantopus, H. h. meridionalis, H. h. ceylonensis) z nichž nominátní poddruh H. h. himantopus obývá střední a jižní Evropu, Asii a subsaharskou Afriku.

## Popis
Dospělí mají tělo dlouhé 33 až 40 cm, ocas okolo 7 cm, a váží přibližně 165 až 220 gramů. Křídla jsou dlouhé asi 21 až 25 cm a v rozpětí dosahuje 67 až 83 cm. Má štíhlý rovný zobák a 17 až 24 cm dlouhé červenorůžové nohy. Do červena má taktéž oči, jinak je černobíle zbarvená. Bílá je hlava, krk, spodina, kostřec a ocas. Černá jsou křídla, hřbet a proměnlivá kresba na hlavě (výraznější je obvykle u samců). Mladí ptáci mají šupinovitou kresbu na tmavém peří.

## Výskyt
Na území České republiky zaletuje jen nepravidelně a zřídka, ojediněle i hnízdí. První případy hnízdění byly prokázány v roce 1958, podruhé zahnízdila v roce 1965. Od roku 1997 hnízdí nepravidelně v jižních Čechách. V roce 2001 hnízdily dva páry u Hodonína. Zdokumentován zde byl i v roce 2019.

## Biologie a chování
Hnízdí v oblastech s mělkými vodami (sladkými, brakickými i slanými), vyhledává obvykle mokřady, mělká jezera nebo rybníky. V zimě pak mořská pobřeží, ale žije-li v teplejších oblastech je většinou rezidentní (buďto nemigruje vůbec, nebo se nevzdaluje daleko). Živí se hlavně různým hmyzem nebo drobnými korýši, eventuálně také semeny, pulci nebo plůdkem ryb.
Jedná se zřejmě o monogamní druh (spíše v rámci jedné sezóny) a na péči o potomky se podílí oba z páru. Snůšky klade v různou dobu s ohledem na okolní podmínky, v jižní Evropě asi v polovině dubna, obyčejně pak mezi květnem a červnem. Samice klade běžně až čtyři vejce v průběhu dvou až čtyř dní od prvého sneseného. Mají okrovou barvu a červenohnědé skvrny. Inkubační doba: cca 25 až 26 dní. Ptáčata se líhnou synchronizovaně, hnízdo brzy opustí a schopna letu jsou už ve věku čtyř až pěti týdnů. Pohlavně dospívají v druhém až třetím roce života.